# Kananoe Apetina
Kananoe Apetina (? - Paramaribo, 1975) was een Surinaams-inheems Wayana-leider. Hij werd in 1937 door de Surinaamse gouverneur erkend als kapitein en in 1952 als granman van de Surinaamse Wayana langs de Tapanahonyrivier.  

## Biografie
Apetina had gedurende zijn leven drie vrouwen en vijf kinderen. 
Hij was de oprichter van het dorp Wehejok. In augustus 1937 deed de Tweede Surinaamse Grensexpeditie het dorp aan. Bij terugkeer van de expeditie naar de Surinaamse hoofdstad Paramaribo in 1937 sloten Apetina en enkele andere Wayana zich aan bij de expeditie omdat zij inkopen wilden doen in Paramaribo. Zij werden ook ontvangen door gouverneur Johannes Kielstra, van wie Apetina de titel van kapitein kreeg en verder een geweer en een Nederlandse vlag. 
Apetina stichtte in 1956 het dorp Pïlëuwimë (Apetina) omdat hij dan dichter bij de Aukaners woonde. Voor die tijd dreef zijn zoon namens hem ruilhandel met de Aukaners. Na het overlijden van zijn zoon, besloot Apetina te verhuizen. In de loop van de tijd verhuisden de meeste Wayana langs de rivieren Paloemeu en Tapanahony naar Pïlëuwimë. 
Kananoe Apetina stierf in 1975 in een ziekenhuis in Paramaribo en werd begraven met zijn geweer en Nederlandse vlag bij zich.
Hij werd in 1976 opgevolgd als granman door Aptuk Noewahe.
Trio/Wayana (lijst) · 
Aluku (lijst) · 
Aukaners (lijst) · 
Kwinti (lijst) · 
Matawai (lijst) · 
Paramaccaners (lijst) · 
Saramaccaners (lijst)
politiek in Suriname · granman · kapitein · basja